# جایزه بزرگ بریتانیا ۱۹۷۴
جایزه بزرگ بریتانیا ۱۹۷۴ (انگلیسی: ‎1974 British Grand Prix‎)، که به‌طور رسمی با نام جایزه بزرگ جان پلیر شناخته می‌شود، یک مسابقهٔ موتوری در رشتهٔ اتومبیل‌رانی فرمول یک بود که در تاریخ ۲۰ ژوئیهٔ ۱۹۷۴ در برندز هچ واقع در کنت، انگلستان برگزار شد. این گراند پری در میان ۱۵ گراند پری در فصل ۱۹۷۴، مسابقهٔ شمارهٔ ۱۰ بود.
در این مسابقه که در ۷۵ دور و به مسافت ۳۱۵٫۴۵ کیلومتر (۱۹۶٫۰۱۲ مایل) برگزار شد، پول پوزیشن توسط نیکی لائودا کسب شد و سریع‌ترین زمان برای طی یک دور پیست که برابر با ۱:۲۱٫۱ بود نیز توسط نیکی لائودا به ثبت رسید.
جودی شکتر از تیم تایرل-فورد، امرسون فیتیپالدی از تیم مک‌لارن-فورد و ژاکی ایکس از تیم لوتوس-فورد به‌ترتیب مقام‌های اول تا سوم مسابقه را کسب کردند.

## رده‌بندی قهرمانی پس از مسابقه
|       | جایگاه | راننده           | امتیاز |
| ----- | ------ | ---------------- | ------ |
|       | ۱      | نیکی لائودا      | ۳۸     |
| ۱     | ۲      | امرسون فیتیپالدی | ۳۷     |
| ۱     | ۳      | جودی شکتر        | ۳۵     |
| ۲     | ۴      | کلی رگاتزونی     | ۳۵     |
|       | ۵      | رونی پیترسن      | ۱۹     |
| منبع: |        |                  |        |

|       | جایگاه | سازنده      | امتیاز  |
| ----- | ------ | ----------- | ------- |
| ۱     | ۱      | مک‌لارن-فورد | ۴۹ (۵۱) |
| ۱     | ۲      | فراری       | ۴۸      |
|       | ۳      | تایرل-فورد  | ۳۹      |
|       | ۴      | لوتوس-فورد  | ۲۶      |
|       | ۵      | برابام-فورد | ۱۱      |
| منبع: |        |             |         |

یادداشت
- تنها پنج جایگاه نخست از هر رده‌بندی نمایش داده شده‌است.